# أحمد أباد (شاهين دج)
أحمد أباد هي قرية في مقاطعة شاهين دج، إيران. عدد سكان هذه القرية هو 1,717 في سنة 2006.